# Municipio de Bertrand
El municipio de Bertrand (en inglés: Bertrand Township) es un municipio ubicado en el condado de Berrien en el estado estadounidense de Míchigan. En el año 2010 tenía una población de 2657 habitantes y una densidad poblacional de 29,28 personas por km².

## Geografía
El municipio de Bertrand se encuentra ubicado en las coordenadas 41°47′17″N 86°22′3″O / 41.78806, -86.36750. Según la Oficina del Censo de los Estados Unidos, el municipio tiene una superficie total de 90.74 km², de la cual 89,19 km² corresponden a tierra firme y (1,71 %) 1,55 km² es agua.

## Demografía
Según el censo de 2010, había 2657 personas residiendo en el municipio de Bertrand. La densidad de población era de 29,28 hab./km². De los 2657 habitantes, el municipio de Bertrand estaba compuesto por el 96,16 % blancos, el 1,02 % eran afroamericanos, el 1,17 % eran amerindios, el 0,15 % eran asiáticos, el 0,26 % eran de otras razas y el 1,24 % eran de una mezcla de razas. Del total de la población el 1,43 % eran hispanos o latinos de cualquier raza.